# NFDI4Microbiota
NFDI4Microbiota ist ein Konsortium in der Nationalen Forschungsdateninfrastruktur (NFDI), das sich mit Forschungsdaten aus der Mikrobiologie (z. B. Bakteriologie, Protozoologie, Mykologie und Parasitologie) beschäftigt.

## Ziele
NFDI4Microbiota unterstützt die mikrobiologische Forschungsgemeinschaft, indem es Zugang zu Daten, Analyseservices, Daten- und Metadatastandards bietet. Ziel ist es, Forschern zu ermöglichen, existierende Forschungsdaten in ein tiefes Verständnis mikrobieller Arten umzuwandeln.
Auf Basis der FAIR-Prinzipien (findable, accessible, interoperable, reusable) soll ein angestrebter kultureller Wandel in der Mikrobiologie den offenen Zugang zu wissenschaftlichen Erkenntnissen ermöglichen. In diesem Zusammenhang ist eine weite Verbreitung von Forschungskompetenz wichtig und wird beispielsweise durch die Einführung von Data Stewards unterstützt. Oft sind Daten zwar vorhanden, können aber nicht gefunden oder wiederverwendet werden, weil die notwendigen Informationen über diese Daten, also Metadaten, fehlen. Um dies zu ändern, fördert NFDI4Microbiota die Verwendung von Metadatastandards, indem es Beispiele für bewährte Verfahren hervorhebt, fehlende Standards ergänzt und die Nutzung der bestehenden Standards vereinfacht. Damit Forscher datenintensive Analysen unabhängig von ihren lokalen IT-Einrichtungen durchführen können, stellt NFDI4Microbiota Computer-, Ressourcen- und Speicherlösungen bereit. Dabei wird NFDI4Microbiota von de.NBI (Deutsches Netzwerk für Bioinformatik-Infrastruktur) und ARUNA Object Storage unterstützt.
Zur Vermittlung von Datenkompetenz werden unter anderem Kurse über Forschungsdatenmanagement, Genomik, Bioinformatik, Workflows, und Infrastruktur angeboten. So wurde beispielsweise in Kooperation zwischen NFDI4Microbiota und NFDI4Health ein Online-Training-Workshop zum Forschungsdatenmanagement in der (Bio)Medizin veröffentlicht.
Einen Überblick über die angebotenen Services, Best-practice-Beispiele und Tipps bezüglich Forschungsmanagement bietet die Knowledge Base, die im Rahmen eines von de.NBI organisierten Biohackathons erweitert wurde. Gemeinsam mit NFDI4Earth und NFDI4Biodiversity führte NFDI4Microbiota den Cross-Consortia-Hackathon DataXPlorers durch, bei dem hauptsächlich Doktoranden und Postdocs teilgenommen haben.

## Aufgabenbereiche
NFDI4Micriobiota besteht aus fünf Aufgabenbereichen:
- Community, Networking und Training
- Standards und Richtlinien
- Services
- Technische Infrastruktur
- Koordination und Kommunikation

## Geschichte
Am 15. August 2020 reichte das ZB-MED – Informationszentrum Lebenswissenschaften als antragstellende Institution die verbindliche Voranmeldung (Letter of Intent) bei der DFG-Geschäftsstelle ein. Am 2. Juli 2021 bewilligte die Gemeinsame Wissenschaftskonferenz (GWK), die Förderung des Vorhabens NFDI4Microbiota zusammen mit neun weiteren Konsortien in der zweiten Antragsrunde. Der Antrag ist in RIO Journal (Research Ideas and Outcomes) veröffentlicht.
NFDI4Microbiota wird von mehreren Fachgesellschaften, wie der Vereinigung für Allgemeine und Angewandte Mikrobiologie (VAAM), unterstützt. Zu NFDI4Microbiota gehören über 50 teilnehmende Institute. NFDI4Microbiota wird vom antragstellenden Institut ZB MED gemeinsam mit dem am Antrag beteiligten Helmholtz-Zentrum für Infektionsforschung (HZI) geleitet.
Gemeinsam mit den lebenswissenschaftlichen Nationalen Infrastrukturen NFDI4Health und Deutsches Humangenom-Phänomarchiv (GHGA) unterstützte NFDI4Microbiota die Wissenschaftsrat-Veröffentlichung bezüglich „Digitalisierung und Datennutzung für Gesundheitsforschung und Versorgung“.